# Inga pallida
Inga pallida es una especie de árbol leguminoso de la familia de las Fabaceae, que se encuentra en Bolivia y en Ecuador con tres poblaciones en el parque nacional Amboró

## Taxonomía
Inga pallida fue descrita por Henry Hurd Rusby y publicado en Memoirs of the Torrey Botanical Club 6(1): 30. 1896.